# عبد الله أباد (آختاتشي محالي)
عبد الله أباد (بالفارسية: عبداله‌آباد) هي قرية تقع في إيران في أذربيجان الغربية. يقدر عدد سكانها بـ 107 نسمة .